# Handball aux Jeux africains de 2015
Navigation
Maputo 2011 Rabat 2019
Les compétitions de handball des 11es Jeux africains ont lieu à Kintélé à Brazzaville en République du Congo du 10 au 19 septembre 2015. Deux épreuves figurent au programme, une masculine et une féminine.

## Médaillés
| Épreuve       | Or | Argent | Bronze |
| ------------- | --- | --- | --- |
| Hommes        | Égypte Mohamed Abdelrahman Sayed Mostafa Tamer Ahmed Khairy (en) Omar Mostafa Ahmed El-Ahmar Mahmoud Mohamed Mohamed Mamdouh Mamdouh Abouebaid (en) Mostafa Osama Mohamed Hashem (Alaa El-Sayed) (en) Ibrahim El-Masry (en) Wisam Samy Fouad Mohab Hossam Karim Hendawy Nour Khaled Hamad Fathy | Angola Adelino Pestana (en) Adilson Maneco (en) Agnelo Quitongo (en) Augusto Dinzeia Belchior Camuanga (en) Cláudio Lopes (en) Edgar Emanuel Abreu Edvaldo Ferreira (en) Elsemar Pedro (en) Gilberto Figueira (en) Giovane Muachissengue (en) Julião Gaspar (en) Mário Tati Osvaldo Mulenessa (en) Romé Hebo (en) Sérgio Lopes (en) | République du Congo Armande Eloko Brunel Ngolo Christian Mahoungou Evrard Doum Doniana Davy Atsa Dobeneck Mbou Feriol Itoua Glenn Mopiti Mobombo Herbert Niambi Jean Odzara Nige Steven Ekama Mbon Nkelantima Ephrem Roch Makosso Tchitembo Clauthère Taty Costodes Yannick Angao |
| Sélectionneur | Marwan Ragab (en) | Filipe Cruz | Grégoire Nganga |
| Femmes        | Angola Azenaide Carlos Cristina Branco Dalva Peres Elizabeth Cailo Elizabeth Viegas Isabel Guialo Janete Santos Lurdes Monteiro Marta Alberto Marta Santos Matilde André Maura Galheta Teresa Almeida Teresa Leite Vilma Nenganga Wuta Dombaxe                                                  | Cameroun Albane Medibe Anne Essam Aubiège Njampou Berthe Abiabakon Claudia Djong Diane Yimga Falone Yabon Genny Mahala Fonguieng Isabelle Mappai Jacky Baniomo Jules Sinkot Léonie Makamgoum Liliane Kamga Isabelle Noëlle Mben Bediang Pasma Nchouapouognigni                                                                      | Sénégal Hadja Cissé Aida Diongue Aissatou Dabo Adja Paye Alimatou Diadhiou Alissa Gomis Awa Diop Doungou Camara Haby Badiane Hatadou Sako Khoudiedji Ba Marianne Faye Ndeye Gueye Niakalin Kante Nimétigna Keita Amina Sankharé Penda Sylla                                       |
| Sélectionneur | João Florêncio | Jean Marie Zambo | Cheikh Seck |

## Résultats hommes

### Qualifications
Douze équipes sont censées participer à la compétition. 
Cinq pays sont directement qualifiés :
- le  Congo en tant que pays-hôte ;
- l' Égypte en tant que tenant du titre (en) ;
- 3 équipes selon leur classement[Lequel ?] : l' Algérie, le  Cameroun et la  RD Congo.

Les sept autres équipes doivent passer par des qualifications :
- dans la zone I[3], la  Tunisie a déclaré forfait pour un motif inconnu et le  Maroc n’est pas membre de l'Union africaine. Par conséquent, seule reste la  Libye qui est ainsi qualifiée[2] ;
- dans la zone II, le  Sénégal est qualifié aux dépens du  Cap-Vert, de la  Guinée et de la  Guinée-Bissau ;
- dans la zone III[4], la  Côte d'Ivoire est qualifié aux dépens du  Nigeria, du  Niger,  Bénin, de la  Burkina Faso et de la  Ghana ;
- dans la zone IV, le  Cameroun et la  RD Congo étant déjà qualifiées, seule reste le  Gabon qui est ainsi qualifié[2] ;
- dans la zone V, le  Kenya s'est qualifié après avoir battu le  Burkina Faso en finale de zone[2] ;
- dans la zone VI, l' Angola est qualifié, peut-être après avoir battu la  Zambie. Le Mozambique, l'Afrique du sud, le Zimbabwe et le Malawi n'ont pas présenté d'équipe[2] ;
- dans la zone VII, le  Madagascar s'est qualifié après avoir battu  Maurice. Les Seychelles et les Comores n'ont pas présenté d'équipe[2].

L'Algérie (faute d'entraîneur) et Madagascar (retrait volontaire), forfaits, sont remplacés par le  Cap-Vert et le  Nigeria.
Finalement, le  Cameroun (groupe A) et le  Cap-Vert (groupe C) ne participent pas à la compétition qui se joue donc à dix équipes.

### Groupe A
|   | Équipe  | Pts | J | G | N | P | Bp | Bc | Diff |
| - | ------- | --- | - | - | - | - | -- | -- | ---- |
| 1 | Libye   | 4   | 2 | 2 | 0 | 0 | 48 | 40 | 8    |
| 2 | Sénégal | 0   | 2 | 0 | 0 | 2 | 40 | 48 | -8   |

| Date              | Équipe 1 | Score   | Équipe 2 |
| ----------------- | -------- | ------- | -------- |
| 11 septembre 2015 | Sénégal  | 24 – 28 | Libye    |
| 13 septembre 2015 | Libye    | 20 – 16 | Sénégal  |

Le  Cameroun, initialement placé dans cette poule, a déclaré forfait.

### Groupe B
|   | Équipe  | Pts | J | G | N | P | Bp | Bc | Diff |
| - | ------- | --- | - | - | - | - | -- | -- | ---- |
| 1 | Nigeria | 4   | 2 | 2 | 0 | 0 | 50 | 40 | 10   |
| 2 | Angola  | 2   | 2 | 1 | 0 | 1 | 57 | 32 | 25   |
| 3 | Kenya   | 0   | 2 | 0 | 0 | 2 | 28 | 63 | -35  |

| Date              | Équipe 1 | Score   | Équipe 2 |
| ----------------- | -------- | ------- | -------- |
| 11 septembre 2015 | Kenya    | 9 – 36  | Angola   |
| 13 septembre 2015 | Nigeria  | 27 – 19 | Kenya    |
| 15 septembre 2015 | Nigeria  | 23 – 21 | Angola   |

### Groupe C
|   | Équipe        | Pts | J | G | N | P | Bp | Bc | Diff |
| - | ------------- | --- | - | - | - | - | -- | -- | ---- |
| 1 | Congo         | 3   | 2 | 1 | 1 | 0 | 55 | 52 | 3    |
| 2 | Côte d'Ivoire | 1   | 2 | 0 | 1 | 1 | 52 | 55 | -3   |

| Date              | Équipe 1      | Score   | Équipe 2      |
| ----------------- | ------------- | ------- | ------------- |
| 13 septembre 2015 | Côte d'Ivoire | 26 – 26 | Congo         |
| 15 septembre 2015 | Congo         | 29 – 26 | Côte d'Ivoire |

Le  Cap-Vert, initialement placé dans cette poule, a déclaré forfait.

### Groupe D
|   | Équipe   | Pts | J | G | N | P | Bp | Bc | Diff | Dép   |
| - | -------- | --- | - | - | - | - | -- | -- | ---- | ----- |
| 1 | Égypte   | 4   | 2 | 2 | 0 | 0 | 57 | 45 | 12   | /     |
| 2 | Gabon    | 1   | 2 | 0 | 1 | 1 | 55 | 61 | -6   | 55 b. |
| 3 | RD Congo | 1   | 2 | 0 | 1 | 1 | 50 | 56 | -6   | 50 b. |

| Date              | Équipe 1 | Score   | Équipe 2 |
| ----------------- | -------- | ------- | -------- |
| 11 septembre 2015 | Gabon    | 25 – 31 | Égypte   |
| 13 septembre 2015 | Gabon    | 30 –30  | RD Congo |
| 15 septembre 2015 | Égypte   | 26 – 20 | RD Congo |

### Tour final
|  | Quarts de finale  | Quarts de finale  |                   |                   | Demi-finales           | Demi-finales           |    |  | Finale            | Finale            |
|  | Quarts de finale  | Quarts de finale  |                   |                   | Demi-finales           | Demi-finales           |    |  | Finale            | Finale            |
|  |                   |                   |                   |                   |                        |                        |    |  |                   |                   |
|  | 17 septembre 2015 | 17 septembre 2015 |                   |                   | 18 septembre 2015      | 18 septembre 2015      |    |  | 19 septembre 2015 | 19 septembre 2015 |
|  | 17 septembre 2015 | 17 septembre 2015 |                   |                   | 18 septembre 2015      | 18 septembre 2015      |    |  | 19 septembre 2015 | 19 septembre 2015 |
|  | Congo             | 25                |                   |                   | 18 septembre 2015      | 18 septembre 2015      |    |  | 19 septembre 2015 | 19 septembre 2015 |
|  | Congo             | 25                |                   |                   | 18 septembre 2015      | 18 septembre 2015      |    |  | 19 septembre 2015 | 19 septembre 2015 |
|  | Gabon             | 24                |                   |                   | 18 septembre 2015      | 18 septembre 2015      |    |  | 19 septembre 2015 | 19 septembre 2015 |
|  | Gabon             | 24                | Congo             | 15                |                        |                        |    |  | 19 septembre 2015 | 19 septembre 2015 |
|  | 17 septembre 2015 |                   | Congo             | 15                |                        |                        |    |  | 19 septembre 2015 | 19 septembre 2015 |
|  |                   | Égypte            | 35                |                   |                        |                        |    |  | 19 septembre 2015 | 19 septembre 2015 |
|  | Égypte            | Égypte            | 35                | 27                |                        |                        |    |  | 19 septembre 2015 | 19 septembre 2015 |
|  | Égypte            |                   |                   | 27                |                        |                        |    |  | 19 septembre 2015 | 19 septembre 2015 |
|  | Côte d'Ivoire     | 17                |                   |                   |                        |                        |    |  | 19 septembre 2015 | 19 septembre 2015 |
|  | Côte d'Ivoire     | 17                | Égypte            | 25ap              |                        |                        |    |  |                   |                   |
|  | 17 septembre 2015 |                   | Égypte            | 25ap              |                        |                        |    |  |                   |                   |
|  |                   | Angola            | 23                |                   |                        |                        |    |  |                   |                   |
|  | Nigeria           | Angola            | 23                | 29                |                        |                        |    |  |                   |                   |
|  | Nigeria           | 18 septembre 2015 |                   | 29                |                        |                        |    |  |                   |                   |
|  | Sénégal           | 18                |                   |                   |                        |                        |    |  |                   |                   |
|  | Sénégal           | 18                | Nigeria           | 13                |                        |                        |    |  |                   |                   |
|  | 17 septembre 2015 | 17 septembre 2015 | Nigeria           | 13                | Match pour la 3e place | Match pour la 3e place |    |  |                   |                   |
|  | 17 septembre 2015 | 17 septembre 2015 |                   | Angola            | Match pour la 3e place | Match pour la 3e place | 19 |  |                   |                   |
|  | Angola            | 30                | 19 septembre 2015 | 19 septembre 2015 |                        |                        | 19 |  |                   |                   |
|  | Angola            | 30                | 19 septembre 2015 | 19 septembre 2015 |                        |                        |    |  |                   |                   |
|  | Libye             | 12                |                   | Congo             | 32                     |                        |    |  |                   |                   |
|  | Libye             | 12                |                   | Congo             | 32                     |                        |    |  |                   |                   |
|  |                   |                   |                   |                   |                        |                        |    |  | Nigeria           | 29                |
|  |                   |                   |                   |                   |                        |                        |    |  | Nigeria           | 29                |

## Résultats femmes

### Qualifications
Douze équipes sont censées participer à la compétition. 
Seuls deux pays sont directement qualifiés :
- le  Congo en tant que pays-hôte ;
- l' Angola en tant que tenant du titre (en).

Les sept autres équipes doivent passer par des qualifications :
- dans la zone I[3], la  Tunisie a déclaré forfait pour un motif inconnu, le  Maroc n’est pas membre de l'Union africaine et la  Libye n'aurait pas présenté d'équipe. Par conséquent, seule reste la  Algérie qui est ainsi qualifiée[2] mais déclare finalement forfait faute d'entraîneur[3] ;
- dans la zone II, le  Sénégal et le  Mali sont qualifiés aux dépens du  Cap-Vert et de la  Guinée[6] ;
- dans la zone III[4], le  Nigeria et le  Burkina Faso sont qualifiés aux dépens de la  Côte d'Ivoire,  Bénin, du  Ghana et du  Niger ;
- dans la zone IV, le  Cameroun et la  RD Congo se sont qualifiées aux dépens du  Gabon[6] ;

- dans la zone V, le  Kenya s'est qualifié aux dépens de l' Ouganda et de l' Éthiopie[6] ;
- dans la zone VI, l' Angola étant déjà qualifiée et le Mozambique, l'Afrique du sud, le Zimbabwe et le Malawi n'ayant pas présenté d'équipe, seul reste le  Zambie qui est ainsi qualifié[6] ;
- dans la zone VII, le  Madagascar s'est qualifié après avoir battu  Maurice. Les Seychelles et les Comores n'ont pas présenté d'équipe[6].

L'Algérie (faute d'entraîneur), forfait, est remplacée par la  Côte d'Ivoire.
Finalement,  Madagascar (groupe B) ne participe pas à la compétition qui se joue donc à onze équipes.

### Groupe A
|   | Équipe   | Pts | J | G | N | P | Bp | Bc | Diff | Dép |
| - | -------- | --- | - | - | - | - | -- | -- | ---- | --- |
| 1 | Cameroun | 3   | 2 | 1 | 1 | 0 | 52 | 32 | 20   | +20 |
| 2 | Sénégal  | 3   | 2 | 1 | 1 | 0 | 46 | 30 | 16   | +16 |
| 3 | Mali     | 0   | 2 | 0 | 0 | 2 | 24 | 60 | -36  | /   |

| Date              | Équipe 1 | Score   | Équipe 2 |
| ----------------- | -------- | ------- | -------- |
| 10 septembre 2015 | Mali     | 13 – 33 | Cameroun |
| 12 septembre 2015 | Sénégal  | 27 – 12 | Mali     |
| 14 septembre 2015 | Cameroun | 19 – 19 | Sénégal  |

### Groupe B
|   | Équipe               | Pts | J | G | N | P | Bp | Bc | Diff |
| - | -------------------- | --- | - | - | - | - | -- | -- | ---- |
| 1 | Congo                | 4   | 2 | 2 | 0 | 0 | 79 | 41 | 38   |
| 2 | Burkina Faso         | 0   | 2 | 0 | 0 | 2 | 41 | 79 | -38  |
| - | Madagascar (forfait) | 0   | 0 | 0 | 0 | 0 | 00 | 00 |      |

| Date              | Équipe 1     | Score   | Équipe 2     |
| ----------------- | ------------ | ------- | ------------ |
| 10 septembre 2015 | Congo        | 40 – 23 | Burkina Faso |
| 14 septembre 2015 | Burkina Faso | 18 – 39 | Congo        |

### Groupe C
|   | Équipe  | Pts | J | G | N | P | Bp | Bc | Diff |
| - | ------- | --- | - | - | - | - | -- | -- | ---- |
| 1 | Angola  | 4   | 2 | 2 | 0 | 0 | 79 | 37 | 42   |
| 2 | Nigeria | 2   | 2 | 1 | 0 | 1 | 57 | 53 | 4    |
| 3 | Kenya   | 0   | 2 | 0 | 0 | 2 | 28 | 74 | -46  |

| Date              | Équipe 1 | Score   | Équipe 2 |
| ----------------- | -------- | ------- | -------- |
| 10 septembre 2015 | Kenya    | 12 – 42 | Angola   |
| 12 septembre 2015 | Nigeria  | 32 – 16 | Kenya    |
| 14 septembre 2015 | Angola   | 37 – 25 | Nigeria  |

### Groupe D
|   | Équipe        | Pts | J | G | N | P | Bp | Bc  | Diff |
| - | ------------- | --- | - | - | - | - | -- | --- | ---- |
| 1 | Côte d'Ivoire | 4   | 2 | 2 | 0 | 0 | 78 | 39  | 39   |
| 2 | RD Congo      | 2   | 2 | 1 | 0 | 1 | 74 | 39  | 35   |
| 3 | Zambie        | 0   | 2 | 0 | 0 | 2 | 26 | 100 | -74  |

| Date              | Équipe 1      | Score   | Équipe 2 |
| ----------------- | ------------- | ------- | -------- |
| 10 septembre 2015 | Zambie        | 10 – 51 | RD Congo |
| 12 septembre 2015 | Côte d'Ivoire | 49 – 16 | Zambie   |
| 14 septembre 2015 | Côte d'Ivoire | 29 – 23 | RD Congo |

### Tour final
|  | Quarts de finale  | Quarts de finale  |                   |                   | Demi-finales           | Demi-finales           |    |  | Finale            | Finale            |
|  | Quarts de finale  | Quarts de finale  |                   |                   | Demi-finales           | Demi-finales           |    |  | Finale            | Finale            |
|  |                   |                   |                   |                   |                        |                        |    |  |                   |                   |
|  | 16 septembre 2015 | 16 septembre 2015 |                   |                   | 18 septembre 2015      | 18 septembre 2015      |    |  | 19 septembre 2015 | 19 septembre 2015 |
|  | 16 septembre 2015 | 16 septembre 2015 |                   |                   | 18 septembre 2015      | 18 septembre 2015      |    |  | 19 septembre 2015 | 19 septembre 2015 |
|  | Sénégal           | 24                |                   |                   | 18 septembre 2015      | 18 septembre 2015      |    |  | 19 septembre 2015 | 19 septembre 2015 |
|  | Sénégal           | 24                |                   |                   | 18 septembre 2015      | 18 septembre 2015      |    |  | 19 septembre 2015 | 19 septembre 2015 |
|  | Congo             | 16                |                   |                   | 18 septembre 2015      | 18 septembre 2015      |    |  | 19 septembre 2015 | 19 septembre 2015 |
|  | Congo             | 16                | Sénégal           | 19                |                        |                        |    |  | 19 septembre 2015 | 19 septembre 2015 |
|  | 16 septembre 2015 |                   | Sénégal           | 19                |                        |                        |    |  | 19 septembre 2015 | 19 septembre 2015 |
|  |                   | Cameroun          | 27                |                   |                        |                        |    |  | 19 septembre 2015 | 19 septembre 2015 |
|  | Cameroun          | Cameroun          | 27                | 41                |                        |                        |    |  | 19 septembre 2015 | 19 septembre 2015 |
|  | Cameroun          |                   |                   | 41                |                        |                        |    |  | 19 septembre 2015 | 19 septembre 2015 |
|  | Burkina Faso      | 19                |                   |                   |                        |                        |    |  | 19 septembre 2015 | 19 septembre 2015 |
|  | Burkina Faso      | 19                | Cameroun          | 29                |                        |                        |    |  |                   |                   |
|  | 16 septembre 2015 |                   | Cameroun          | 29                |                        |                        |    |  |                   |                   |
|  |                   | Angola            | 33ap              |                   |                        |                        |    |  |                   |                   |
|  | Nigeria           | Angola            | 33ap              | 25                |                        |                        |    |  |                   |                   |
|  | Nigeria           | 18 septembre 2015 |                   | 25                |                        |                        |    |  |                   |                   |
|  | Côte d'Ivoire     | 20                |                   |                   |                        |                        |    |  |                   |                   |
|  | Côte d'Ivoire     | 20                | Angola            | 32                |                        |                        |    |  |                   |                   |
|  | 16 septembre 2015 | 16 septembre 2015 | Angola            | 32                | Match pour la 3e place | Match pour la 3e place |    |  |                   |                   |
|  | 16 septembre 2015 | 16 septembre 2015 |                   | Nigeria           | Match pour la 3e place | Match pour la 3e place | 10 |  |                   |                   |
|  | Angola            | 29                | 19 septembre 2015 | 19 septembre 2015 |                        |                        | 10 |  |                   |                   |
|  | Angola            | 29                | 19 septembre 2015 | 19 septembre 2015 |                        |                        |    |  |                   |                   |
|  | RD Congo          | 22                |                   | Sénégal           | 25                     |                        |    |  |                   |                   |
|  | RD Congo          | 22                |                   | Sénégal           | 25                     |                        |    |  |                   |                   |
|  |                   |                   |                   |                   |                        |                        |    |  | Nigeria           | 24                |
|  |                   |                   |                   |                   |                        |                        |    |  | Nigeria           | 24                |